# Puchar Francji w piłce siatkowej mężczyzn (2023/2024)
Puchar Francji w piłce siatkowej mężczyzn 2023/2024 – 40. edycja rozgrywek o siatkarski Puchar Francji zorganizowana przez Francuski Związek Piłki Siatkowej (Fédération française de volley, FFvolley). Zainaugurowana została 21 listopada 2023 roku.
W Pucharze Francji uczestniczyły drużyny z Ligue A, Ligue B oraz finaliści Pucharu Federalnego w sezonie 2022/2023. Rozgrywki składały się z trzech rund wstępnych, 1/8 finału, ćwierćfinałów, półfinałów oraz finału. We wszystkich rundach rywalizacja toczyła się systemem pucharowym. Drużyny z Ligue A udział w Pucharze Francji rozpoczęły od 1/8 finału.
Finał odbył się 31 marca 2024 roku w hali Georges Carpentier w Paryżu. Po raz pierwszy Puchar Francji zdobył klub Nantes Rezé MV, który w finale pokonał Montpellier HSC VB. MVP finału wybrany został Brazylijczyk Chizoba Neves Atu. Zwycięzca Pucharu Francji uzyskał prawo gry w Pucharze CEV w sezonie 2024/2025.

## System rozgrywek
Rozgrywki o Puchar Francji w sezonie 2023/2024 składały się z trzech rund wstępnych, 1/8 finału, ćwierćfinałów, półfinałów i finału. We wszystkich rundach rywalizacja toczyła się w systemie pucharowym, a o awansie decydowało jedno spotkanie. Przed każdą rundą odbywało się losowanie wyłaniające pary. Gospodarzem meczu była drużyna z niższej ligi bądź, jeżeli w parze grały drużyny z tego samego poziomu rozgrywkowego, ta, która została wylosowana jako pierwsza.
| Runda        | Uczestnicy                                                       |
| ------------ | ---------------------------------------------------------------- |
| 1. runda     | finaliści Pucharu Federalnego w sezonie 2022/2023                |
| 1. runda     | 8 najniżej sklasyfikowanych w sezonie 2022/2023 drużyn z Ligue B |
| 2. runda     | 5 drużyn, które awansowały z 1. rundy                            |
| 2. runda     | 3 najwyżej sklasyfikowane w sezonie 2022/2023 drużyny z Ligue B  |
| 3. runda     | 4 drużyny, które awansowały z 2. rundy                           |
| 1/8 finału   | 2 drużyny, które awansowały z 3. rundy                           |
| 1/8 finału   | 14 drużyn z Ligue A                                              |
| Ćwierćfinały | 8 drużyn, które awansowały z 1/8 finału                          |
| Półfinały    | 4 drużyny, które awansowały z ćwierćfinałów                      |
| Finał        | 2 drużyny, które awansowały z półfinałów                         |

## Drużyny uczestniczące
| Marmara SpikeLigue (14 drużyn) | Marmara SpikeLigue (14 drużyn) |
| ------------------------------ | ------------------------------ |
| Alterna Stade Poitevin         | półfinał                       |
| Arago de Sète                  | 1/8 finału                     |
| AS Illac VB                    | 1/8 finału                     |
| Chaumont VB 52 Haute-Marne     | 1/8 finału                     |
| Montpellier HSC VB             | finał                          |
| Nantes Rezé MV                 | zwycięstwo                     |
| Narbonne Volley                | 1/8 finału                     |
| Nice VB                        | 1/8 finału                     |
| Paris Volley                   | ćwierćfinał                    |
| Plessis Robinson Volley Ball   | 1/8 finału                     |
| Saint-Nazaire VBA              | 1/8 finału                     |
| Spacer’s de Toulouse           | ćwierćfinał                    |
| Tourcoing LM                   | ćwierćfinał                    |
| Tours VB                       | półfinał                       |

| Ligue B (11 drużyn)   | Ligue B (11 drużyn) |
| --------------------- | ------------------- |
| AS Cannes             | 2. runda            |
| Cambrai Volley        | ćwierćfinał         |
| Fréjus Var Volley     | 2. runda            |
| GFC Ajaccio           | 1. runda            |
| Grand Nancy VB        | 1. runda            |
| Martigues VB          | 1. runda            |
| Mende Volley Lozère   | 2. runda            |
| Reims Volley 51       | 2. runda            |
| Rennes Étudiants Club | 1. runda            |
| Royan Atlantique VB   | 1. runda            |
| Saint-Quentin Volley  | 1/8 finału          |

| Elite (2 drużyny)        | Elite (2 drużyny) |
| ------------------------ | ----------------- |
| AL Caudry Volley-Ball    | 3. runda          |
| Conflans-Andrésy-Jouy VB | 3. runda          |

## Rozgrywki

### 1. runda
| 21.11.2023 20:00 (UTC+1) | Conflans-Andrésy-Jouy VB | 3:0 (26:24, 25:19, 25:23) scoresheet | GFC Ajaccio | Gymnase Pierre Bérégovoy, Conflans-Sainte-Honorine Widzów: brak danych Sędziowie: Hervé Rozalski i Stéphane Crepel |

| 21.11.2023 20:00 (UTC+1) | AL Caudry Volley-Ball | 3:2 (27:25, 16:25, 25:16, 18:25, 15:9) scoresheet | Rennes Étudiants Club | Palais des Sports, Caudry Widzów: brak danych Sędziowie: Michel Abaziou i Atif Haboul |

| 21.11.2023 20:00 (UTC+1) | Fréjus Var Volley | 3:2 (25:14, 19:25, 25:18, 21:25, 15:9) raport scoresheet | Grand Nancy VB | Halle des sports de Sainte-Croix, Fréjus Widzów: 289 Sędziowie: Guillaume Kokou-Assogba i Cédric Vermande MVP: Jean-Philippe Sol |

| 21.11.2023 20:00 (UTC+1) | Martigues VB | 1:3 (25:20, 19:25, 18:25, 20:25) raport scoresheet | AS Cannes | Gymnase Julien Olive, Martigues Widzów: 150 Sędziowie: Sylvain Vermande i Cécile Gaudumet MVP: Ronald Jiménez |

| 21.11.2023 20:00 (UTC+1) | Reims Volley 51 | 3:1 (27:25, 17:25, 25:17, 25:18) raport scoresheet | Royan Atlantique VB | Salle Jean Armand, Reims Widzów: 150 Sędziowie: Tony Gillion i Adrien Jamet MVP: Boudjemaa Ikken |

### 2. runda
| 12.12.2023 20:00 (UTC+1) | AL Caudry Volley-Ball | 3:1 (25:20, 18:25, 25:20, 25:17) scoresheet | Fréjus Var Volley | Palais des Sports, Caudry Widzów: brak danych Sędziowie: Abderrahmane Ioussaidene i Kevin Breton |

| 12.12.2023 20:00 (UTC+1) | Conflans-Andrésy-Jouy VB | 3:0 (25:17, 25:21, 25:23) scoresheet | AS Cannes | Gymnase Pierre Bérégovoy, Conflans-Sainte-Honorine Widzów: brak danych Sędziowie: Atif Haboul i Tony Gillion |

| 12.12.2023 20:00 (UTC+1) | Saint-Quentin Volley | 3:2 (21:25, 25:17, 24:26, 25:21, 15:12) raport scoresheet | Mende Volley Lozère | Palais des sports Pierre Ratte, Saint-Quentin Widzów: 650 Sędziowie: Isabelle Dufour i Hervé Rozalski MVP: Caetano Filter |

| 12.12.2023 20:00 (UTC+1) | Cambrai Volley | 3:0 (25:19, 25:16, 25:15) raport scoresheet | Reims Volley 51 | Salle Jean-Marie Vanpoulle, Cambrai Widzów: brak danych Sędziowie: Félix Ho i Vincent Kerckhove MVP: Guilherme Maia |

### 3. runda
| 9.01.2024 20:00 (UTC+1) | AL Caudry Volley-Ball | 0:3 (18:25, 19:25, 12:25) scoresheet | Cambrai Volley | Palais des Sports, Caudry Widzów: brak danych Sędziowie: Michel Abaziou i Maxime Kara |

| 9.01.2024 20:00 (UTC+1) | Conflans-Andrésy-Jouy VB | 0:3 (16:25, 12:25, 20:25) scoresheet | Saint-Quentin Volley | Gymnase Pierre Bérégovoy, Conflans-Sainte-Honorine Widzów: brak danych Sędziowie: Pierrick Lebalc'h i Lode Falischia |

### 1/8 finału
| 23.01.2024 20:00 (UTC+1) | Narbonne Volley | 1:3 (20:25, 25:19, 22:25, 23:25) raport scoresheet | Tourcoing LM | Palais des sports, des arts et du travail, Narbona Widzów: 551 Sędziowie: Philippe Galant i Ehsan Rejaeyan MVP: Pablo Kukartsev |

| 23.01.2024 20:00 (UTC+1) | Saint-Nazaire VBA | 2:3 (25:22, 25:22, 22:25, 19:25, 12:15) raport scoresheet | Spacer’s de Toulouse | Gymnase de Coubertin, Saint-Nazaire Widzów: 1282 Sędziowie: Jerome Carquin i Adrien Isnard MVP: Alexandre Bouchez |

| 23.01.2024 20:00 (UTC+1) | AS Illac VB | 0:3 (20:25, 17:25, 22:25) raport scoresheet | Paris Volley | Salle Pierre Favre, Saint-Jean-d’Illac Widzów: 270 Sędziowie: Olivier Guillet i Joseph Zgheib MVP: Kento Miyaura |

| 23.01.2024 20:00 (UTC+1) | Alterna Stade Poitevin | 3:2 (22:25, 25:20, 25:21, 25:27, 15:9) raport scoresheet | Chaumont VB 52 Haute-Marne | Salle omnisports Lawson-Body, Poitiers Widzów: 1086 Sędziowie: Brahim Djadoun i Stéphane Juan MVP: Javier Concepción |

| 23.01.2024 20:00 (UTC+1) | Nantes Rezé MV | 3:1 (25:21, 23:25, 25:21, 25:21) raport scoresheet | Plessis Robinson Volley Ball | Salle sportive métropolitaine, Rezé Widzów: 884 Sędziowie: Sébastien Jacob i Maxine Kara MVP: Hugo de Leon Guimarães |

| 23.01.2024 20:00 (UTC+1) | Montpellier HSC VB | 3:0 (25:15, 25:22, 25:15) raport scoresheet | Nice VB | Palais des sports Jacques Chaban-Delmas, Castelnau-le-Lez Widzów: 797 Sędziowie: Fabrice Collados i Alain Chouman MVP: Luka Marttila |

| 23.01.2024 20:00 (UTC+1) | Saint-Quentin Volley | 1:3 (27:25, 21:25, 21:25, 22:25) raport scoresheet | Tours VB | Palais des sports Pierre Ratte, Saint-Quentin Widzów: 800 Sędziowie: Geoffrey Brassart i Stéphane Vanderbeeken MVP: Aboubacar Dramé Neto |

| 23.01.2024 20:00 (UTC+1) | Cambrai Volley | 3:1 (25:21, 25:16, 24:26, 25:20) raport scoresheet | Arago de Sète | Salle Jean-Marie Vanpoulle, Cambrai Widzów: 267 Sędziowie: Sylvain Launois i Patrick Raguet MVP: Tinaël Pépin |

### Ćwierćfinały
| 13.02.2024 20:00 (UTC+1) | Cambrai Volley | 0:3 (17:25, 23:25, 21:25) raport scoresheet | Nantes Rezé MV | Salle Jean-Marie Vanpoulle, Cambrai Widzów: 511 Sędziowie: Brahim Djadoun i Jerome Carquin MVP: Mathis Henno |

| 13.02.2024 20:00 (UTC+1) | Alterna Stade Poitevin | 3:1 (23:25, 25:23, 25:22, 25:21) raport scoresheet | Tourcoing LM | Salle omnisports Lawson-Body, Poitiers Widzów: 1502 Sędziowie: Sylvain Gilbert i Joël Hounnoukpe MVP: Metin Toy |

| 13.02.2024 20:00 (UTC+1) | Montpellier HSC VB | 3:0 (25:18, 25:22, 25:21) raport scoresheet | Spacer’s de Toulouse | Palais des sports Jacques Chaban-Delmas, Castelnau-le-Lez Widzów: 1387 Sędziowie: Philippe Galant i Fabrice Collados MVP: Dimityr Dimitrow |

| 13.02.2024 20:00 (UTC+1) | Tours VB | 3:0 (25:18, 26:24, 25:21) raport scoresheet | Paris Volley | Salle Robert Grenon, Tours Widzów: 1875 Sędziowie: Stéphane Vanderbeeken i Sébastien Jacob MVP: Leandro dos Santos |

### Półfinały
| 5.03.2024 20:00 (UTC+1) | Alterna Stade Poitevin | 1:3 (19:25, 25:19, 21:25, 21:25) raport scoresheet | Montpellier HSC VB | Salle omnisports Lawson-Body, Poitiers Widzów: 2293 Sędziowie: Christophe Vigneron i Stéphane Juan MVP: Raphaël Corre |

| 5.03.2024 20:00 (UTC+1) | Nantes Rezé MV | 3:0 (25:23, 25:15, 25:19) raport scoresheet | Tours VB | Salle sportive métropolitaine, Rezé Widzów: 4752 Sędziowie: Mathilde Hayaux du Tilly i Adrien Isnard MVP: Chizoba Neves Atu |

### Finał
| 31.03.2024 15:30 (UTC+2) | Montpellier HSC VB | 0:3 (16:25, 22:25, 24:26) scoresheet | Nantes Rezé MV | Halle Georges Carpentier, Paryż Sędziowie: Sylvain Gilbert i Charlène Malagoli MVP: Chizoba Neves Atu |